# Léchelle (Pas-de-Calais)
Léchelle település Franciaországban, Pas-de-Calais megyében. Lakosainak száma 45 fő (2022. január 1.). Léchelle Ytres, Bus, Étricourt-Manancourt és Mesnil-en-Arrouaise községekkel határos.

## Népesség
A település népességének változása:
| Lakosok száma | 229  | 285  | 219  | 129  | 84   | 70   | 58   | 61   | 49   | 45   |
|               | 1793 | 1836 | 1866 | 1891 | 1926 | 1962 | 2006 | 2011 | 2017 | 2022 |